# Обињи (Алије)
Обињи (фр. Aubigny) насеље је и општина у централној Француској у региону Оверња, у департману Алије која припада префектури Мулен.
По подацима из 2011. године у општини је живело 139 становника, а густина насељености је износила 8,11 становника/km². Општина се простире на површини од 17,14 km². Налази се на средњој надморској висини од 219 метара (максималној 255 m, а минималној 189 m).

## Демографија
| 1962. | 1968. | 1975. | 1982. | 1990. | 1999. | 2011. |
| ----- | ----- | ----- | ----- | ----- | ----- | ----- |
| 133   | 151   | 131   | 100   | 101   | 103   | 139   |

График промене броја становника у току последњих година